# Saint-Clément-à-Arnes
Saint-Clément-à-Arnes település Franciaországban, Ardennes megyében. Lakosainak száma 109 fő (2022. január 1.). Saint-Clément-à-Arnes Hauviné, Saint-Pierre-à-Arnes, Bétheniville, Saint-Hilaire-le-Petit, Saint-Martin-l’Heureux és Saint-Souplet-sur-Py községekkel határos.

## Népesség
A település népessége az elmúlt években az alábbi módon változott:
| Lakosok száma | 145  | 109  | 115  | 107  | 108  | 109  | 107  | 108  | 108  | 109  |
|               | 1968 | 1982 | 1990 | 2006 | 2013 | 2015 | 2017 | 2019 | 2020 | 2022 |